# Jack Hemingway
John Hadley Nicanor Hemingway (Toronto, 10 de octubre de 1923 - Nueva York, 1 de diciembre de 2000) fue un pescador con mosca, conservacionista y escritor norteamericano (canadiense y estadounidense). Era hijo del novelista estadounidense y premio Nobel, Ernest Hemingway y su primera esposa, Hadley Richardson.

## Primeros años de vida
Jack Hemingway nació en Toronto, Ontario, Canadá, fue hijo único del matrimonio entre Ernest Hemingway y Hadley Richardson. Tuvo dos medios hermanos, Patrick y Gregory (luego, Gloria) Hemingway, fruto del matrimonio de Hemingway con Pauline Pfeiffer.
A lo largo de su vida, fueron muchos los que consideraban que Jack guardaba un gran parecido físico con su padre, aunque por su temperamento se parecía más a su madre: «de buen carácter y de temperamento ecuánime, y no particularmente motivado.»
Lleva el nombre de su madre y del matador español Nicanor Villalta y Serrés, a quien su padre admiraba. Gertrude Stein y Alice B. Toklas fueron sus padrinos. Su madre lo apodó Bumby cuando era niño "debido a sus cualidades de osito de peluche regordete", pasó sus primeros años en París y los Alpes austríacos, y habló francés durante su vida.

## Universidad, servicio militar, carrera temprana de posguerra.
Hemingway asistió a la Universidad de Montana y al Dartmouth College, aunque nunca se graduó ya que se alistó en el ejército estadounidense tras el ataque a Pearl Harbor en 1941. Conocido por su sentido del humor, a finales de 1943 en Camp Shanks cerca de Orangeburg (Nueva York), escuchó a dos hombres mayores (a uno de los cuales reconoció) en un bar discutiendo sobre quién era el mejor escritor, Ernest Hemingway o William Faulkner. Jack lo interrumpió y dijo que, en su opinión, había «un escritor que era mejor narrador que Hemingway o Faulkner: Maurice Walsh». Uno de los hombres dijo: «Soy Maurice Walsh», a lo que Hemingway respondió: «Soy Jack Hemingway... encantado de conocerte.»
Destinado a Francia en 1944, comenzó como oficial de la policía militar al mando de una unidad especial de soldados negros y luego obtuvo un traslado a la Oficina de Servicios Estratégicos (OSS), la recién formada agencia de inteligencia estadounidense en tiempos de guerra que después evolucionó hasta convertirse en la CIA tras la guerra. Como primer teniente de habla francesa de la OSS, trabajó con la Resistencia francesa. Característica de su sentido de audacia, se lanzó en paracaídas sobre la Francia ocupada con su caña, carrete y moscas, y casi fue capturado por una patrulla alemana mientras pescaba después de su primera misión.
Estando de permiso en Argel, conoció a la tercera esposa de su padre, Martha Gellhorn, a quien Jack llamó su «otra madre favorita», que se dirigía a Italia para trabajar como corresponsal de guerra con las fuerzas francesas.
En Francia, a finales de octubre de 1944, Hemingway fue herido y capturado por los alemanes detrás de las líneas enemigas en los Vosgos, y estuvo detenido como prisionero de guerra en el campo de Moosburg hasta abril de 1945. Mientras estuvo prisionero, perdió 32 kg (70 libras), pasando de 95 a 64 kilogramos (210 to 140 libras). Tras su liberación, fue trasladado en avión a París a tiempo para unirse a la multitud que celebraba el Día de la Victoria en Europa el 8 de mayo de 1945, en los Campos Elíseos, tan amados por sus padres, y se le concedió la Cruz de Guerra del gobierno de Francia por su servicio en tiempos de guerra.
Finalizada la guerra, fue destinado brevemente a Berlín Occidental y Friburgo de Brisgovia en Alemania, primero, y en Fort Bragg, Carolina del Norte, después, antes de abandonar el ejército. Tras su baja, y de regreso a la vida civil, trabajó como corredor de bolsa y más tarde como vendedor de suministros de pesca. En 1967, se jubiló y volvió a vivir en Ketchum (Idaho), el último hogar y lugar de entierro de su padre. Allí enseñó idiomas, desarrolló su pasión por la pesca con mosca y escribió dos libros autobiográficos.

## Matrimonio y familia
Hemingway se casó con Byra Louise "Puck" Whittlesey el 25 de junio de 1949 en París. A su boda asistieron Julia Child y Alice B. Toklas. La pareja tuvo tres hijos: Joan Whittlesey "Muffet" Hemingway (nacida en 1950), Margot Louise Hemingway, más tarde conocida como Margaux Hemingway (1954-1996), y Mariel Hadley Hemingway (nacida en 1961).
Puck murió de cáncer en 1988. En 1989, Hemingway se casó con Angela Holvey; permanecieron casados hasta su muerte en 2000.

### Acusaciones de abuso sexual
En la década de 1990, Margaux acusó a su padre de abusar sexualmente de ella cuando era niña, acusación que él negó. Más tarde murió de una sobredosis de barbitúricos en 1996, a los 42 años; su muerte se consideró autoinfligida, convirtiéndose así en "la quinta persona en cuatro generaciones de su familia en suicidarse". En un documental para televisión de 2013 Huyendo de la locura, Mariel habló de las luchas de su familia contra el alcoholismo, las enfermedades mentales y el suicidio. También respaldó la acusación de su hermana de haber sido abusada sexualmente por Jack, alegando que él abusó sexualmente de sus dos hermanas mayores en la infancia.

## Pescador y conservacionista
A lo largo de su vida, Jack Hemingway fue un ávido pescador con mosca. Pescó "la mayoría de los grandes ríos de truchas de América del Norte" y varios de los mejores ríos salmoneros del mundo, como el río Lærdalselvi en Noruega.
Hemingway, residente de Idaho desde hace mucho tiempo, vivió en Ketchum, Idaho. De 1971 a 1977 fue comisionado de la Comisión de Caza y Pesca de Idaho. Las poblaciones de truchas de Idaho aumentaron como resultado del éxito de Hemingway al lograr que el estado adoptara una ley de pesca de captura y liberación. Su trabajo con The Nature Conservancy fue fundamental para preservar Silver Creek, cerca de Sun Valley, Idaho, como uno de los principales arroyos de truchas de Idaho.

## Escritor
Jack Hemingway ayudó a la cuarta esposa y viuda de su padre, Mary Welsh Hemingway, con la edición final antes de la publicación de París era una fiesta (A Moveable Feast) (1964), las memorias de la vida de su padre en el París de los años 20, que se publicó tres años después de la muerte de Ernest Hemingway.
Jack Hemingway también publicó una autobiografía, Misadventures of a Fly Fisherman: My Life With and Without Papa, en 1986. Una segunda obra autobiográfica, A Life Worth Living: The Adventures of a Passionate Sportsman, se publicó póstumamente en 2002.

## Muerte y honores
Jack Hemingway murió el 1 de diciembre de 2000, a los 77 años, por complicaciones tras una cirugía cardíaca en la ciudad de Nueva York. Anteriormente había sufrido un ataque cardíaco alrededor de los 44 años. En 2001, el estado de Idaho declaró un "Día de la Conservación de Jack Hemingway" anualmente en su honor. Está enterrado en Idaho en el cementerio de Ketchum, junto a su esposa Puck, su hija Margaux, su padre Ernest, su madrastra Mary y su media hermana Gloria.

## Obras
- Hemingway, Jack (1986). Misadventures of a Fly Fisherman: My Life With and Without Papa. Dallas: Taylor Pub. Co.  ISBN 0-8783-3379-7
- Hemingway, Jack (2002). A Life Worth Living: The Adventures of a Passionate Sportsman. Guilford, Conn.: Lyons Press.  ISBN 1-58574-325-9